# 싱후이나
싱후이나(邢慧娜, 1984년 2월 25일 ~ )는 중화인민공화국의 육상 선수이다.

## 인물
산둥성 웨이팡 시 한팅 구에서 농부의 딸로 태어났다.
신장 1.66m와 몸무게 50kg으로 웨이팡 시 스포츠 학교에서 치위자이 코치 아래에서 훈련하기 시작하였다. 1999년 산둥 성 스포츠 기술 연구소에 가입하여 인얀친 코치의 지도 아래 들어갔다.
2001년 중국 국립 대회에서 1500m를 4분 10.43초, 5000m를 14분 56.15초로 달린 후, 국가 대표 팀에 뽑혔다. 코치 왕데샨의 아래에서 훈련한 싱후이나는 2002년 부산 아시안게임에서 10,000m를 31분 42.36초에 달려 동메달을 땄다. 그해 파리에서 열린 세계 육상 선수권 대회의 추억적인 10,000m 경주에서 7위를 하고 세계 주니어 기록(30분 31.55초)을 깼다. 그 기록은 2008년 베이징 올림픽에서 케냐의 리넷 마사이에게 깨졌다.
2004년 아테네 올림픽에서 30분 24.36초와 함께 10,000m 금메달을 획득하였다. 이듬해 헬싱키에서 열린 세계 육상 선수권 대회에서는 5000m 5위(14분 43.64초)와 10,000m 4위(30분 27.18초)를 하였다. 10,000m 동메달리스트 쑨잉지에가 마약 시험에서 실증이 되어 왕데샨 코치가 2년 동안에 활동을 금지당하였다.
다리 부상으로 11회 국립 대회에 출전하지 않기로 결정하였고, 결국 26세의 나이로 육상 경력을 끝냈다.